# Standfussia kurenzovi
Standfussia kurenzovi är en fjärilsart som beskrevs av Nikolai Nikolaievich Filipjev 1927. Standfussia kurenzovi ingår i släktet Standfussia och familjen säckspinnare. Inga underarter finns listade i Catalogue of Life.